# 김재희 (1971년)
김재희(1971년 2월 8일 ~ )는 대한민국의 가수, 뮤지컬 배우이자 록 밴드 알엔엑스의 멤버이다. 록 밴드 부활의 4대 보컬리스트 출신이다.

## 참여 음반

### 정규
- 1997년 1집 Alone
- 2001년 2집 Letter
- 2004년 Everlasting Song
- 2005년 3집 Start all over again
- 2007년 The Calling
- 1996년 부활4집 잡념에 관하여

### 비정규
- 2011년 김재희 싱글 Vol.1
- 2012년 Return to memories (김재희 & 장혜진)
- 2013년 된장
- 2013년 Requiem
- 2014년 Falling In Tears

## 출연 작품

### 뮤지컬
- 2012년 1월 13일~2월 25일 《우리들의 청춘 롤리폴리》 - 중년 영민 역
- 2012년 3월 10일~3월 11일 《우리들의 청춘 롤리폴리 - 부산》 - 중년 영민 역
- 2012년 3월 24일~3월 25일 《우리들의 청춘 롤리폴리 - 청주》 - 중년 영민 역
- 2012년 4월 21일~4월 22일 《우리들의 청춘 롤리폴리 - 대전》 - 중년 영민 역
- 2012년 5월 2일~6월 3일 《롤리폴리 : 우리들의 청춘》 - 영어선생님 역
- 2012년 6월 22일~6월 23일 《롤리폴리 : 우리들의 청춘 - 창원》 - 영어교사 역
- 2012년 8월 25일~8월 26일 《롤리폴리 : 프렌즈 - 전주》 - 영어선생님 역
- 2013년 2월 12일~4월 11일 《요셉 어메이징 Joseph and the Amazing Technicolor Dream Coat》 - 야곱 역
- 2013년 4월 6일~6월 2일 《남자가 사랑할 때 : The Memory 2013》 - 지훈 역
- 2015년 7월 16일~7월 19일 《사랑해 톤즈》 - 이태석 역
- 2015년 7월 24일~7월 24일 《사랑해 톤즈 - 창원》 - 이태석 역

### 콘서트
- 2011년 7월 1일~7월 1일 《김재희 콘서트 - 김재희 콘서트 - Story 1st》
- 2011년 10월 14일~10월 14일 《김재희 콘서트 - Story 2nd》
- 2011년 12월 30일~12월 30일 《김재희 콘서트 - Story 3rd》
- 2013년 6월 26일~6월 26일 《김재희 콘서트 : 재희 樂》

### 방송 프로그램
- 2013년~2013년 코미디TV 기막힌 외출 갑을전쟁

## 홍보대사
- 2014년 제5회 한국제일미녀공회 홍보대사
- 2015년 양평군 홍보대사
- 2024년 대전시 홍보대사